# Bajada de los Baños
La Bajada de los Baños es un paseo peatonal ubicado en el distrito de Barranco, en la ciudad de Lima, Perú. El paseo ubicado en una quebrada, se inicia en el jirón Domeyer y culmina cerca al Océano Pacífico.

## Descripción
En el camino, está rodeado de jardines con árboles de ficus y flores buganvillas, así como de bancas y faroles. Alrededor del siglo XX se construyeron varios ranchos que son característicos del lugar. El paseo es cruzado por el puente de los Suspiros, y alrededor se encuentra la ermita de Barranco, Plazuela Chabuca Granda, el Parque de la Cruz y Federico Villarreal. En el lugar se realizan actividades culturales y gastronómicas, se destaca los murales pintados en la ruta. La vía peatonal permite acceder a las playas barranquinas y observar la presencia de aves y ardillas.